# Бецукай
Бецукай (яп. 別海町 Бэцукай-тё:) или Беккай — посёлок в Японии, находящийся в уезде Ноцуке округа Немуро губернаторства Хоккайдо. Площадь посёлка составляет 1320,23 км², население — 15 858 человек (30 июня 2014), плотность населения — 12,01 чел./км².

## Географическое положение
Посёлок расположен на острове Хоккайдо в губернаторстве Хоккайдо. С ним граничат город Немуро и посёлки Сибецу, Накасибецу, Хаманака, Аккеси, Сибетя.

## Население
Население посёлка составляет 15 858 человек (30 июня 2014), а плотность — 12,01 чел./км². Изменение численности населения с 1980 по 2005 годы:
| 1980 | 19 035 чел. |  |
| 1985 | 18 533 чел. |  |
| 1990 | 18 297 чел. |  |
| 1995 | 17 549 чел. |  |
| 2000 | 16 910 чел. |  |
| 2005 | 16 460 чел. |  |

## Символика
Деревом посёлка считается дуб, цветком — Thermopsis lupinoides, птицей — лебедь.